# Mike Phipps
Michael Elston Phipps (Shelbyville, 9 gennaio 1947) è un ex giocatore di football americano statunitense che ha giocato nel ruolo di quarterback nella National Football League. Al college ha giocato a football alla Purdue University venendo premiato come All-American

## Carriera
Phipps fu scelto come terzo assoluto nel Draft NFL 1970 dai Miami Dolphins, che lo scambiarono con i Cleveland Browns per il wide receiver All-Pro Paul Warfield il 27 gennaio 1970. Phipps scese sporadicamente in campo nelle sue prime due stagioni. Nella terza gara della stagione 1970 subentrò dalla panchina e guidò la sua squadra alla vittoria in rimonta per 15-7 sui Pittsburgh Steelers. Tuttavia la sua unica partenza come titolare fu una sconfitta per 14-10 contro i Cincinnati Bengals. La sua stagione da rookie terminò con 529 yard passate. Nella successiva passò solo 179 yard con una sola presenza come titolare, una sconfitta per 13-7 contro i Kansas City Chiefs il 14 novembre.
Nel 1972 Phipps iniziò ancora la stagione ai margini del campo ma divenne in seguito a una sconfitta per 26-10 nella gara di apertura contro i Green Bay Packers il 17 settembre. Passò 13 touchdown e quasi duemila yard, aiutando i Browns a raggiungere i playoff. Nella gara del 13 novembre contero i San Diego Chargers guidò un drive dell'ultimo minuto che diede la vittoria alla sua squadra per 21-17. Nei playoff la squadra si imbatté negli Miami Dolphins il 24 dicembre. I Browns si trovarono in vantaggio per 14-13 nell'ultimo periodo di gioco, ma i suoi cinque intercetti subiti affossarono le speranze di vittoria di Cleveland.
L'anno successivo Mike lanciò nove touchdown a fronte di venti intercetti. Malgrado queste difficoltà riuscì a orchestrare due rimonte nel finale di stagione che diedero una vittoria contro gli Steelers e un pareggio contro i Kansas City Chiefs. I Browns però mancarono i playoff con un record di 7-5-2. Nel 1974 la squadra scese a un record di 4-10 e Phipps fu brevemente sostituito da Brian Sipe a metà stagione.
La stagione 1975 fu ancora più disastrosa per i Browns, che persero le prime nove gare Phipps, il quale lavorò sotto la tutela dell'allenatore dei quarterback Blanton Collier. La prima vittoria della squadra fu un 35-23 contro i Cincinnati Bengals il 23 novembre, in cui Phipps lanciò un primato personale di 298 yard.
Nella gara di debutto della stagione 1976 contro i New York Jets Phipps partì come titolare ma si lussò una spalla dopo un placcaggio del difensore dei Jets Shafer Suggs. Al suo ritorno dall'infortunio Sipe si era ormai imposto come titolare e nuovo leader della squadra, portando alla fine dell'avventura di Phipps a Cleveland.
Il 3 maggio 1977 Phipps fu scambiato con i Chicago Bears per una scelta del primo giro del Draft 1978, con cui i Browns selezionarono il tight end futuro Hall of Famer Ozzie Newsome. Giocò pochissimo nella stagione 1977, mentre nella seguente passò due touchdown ma anche dieci intercetti. I suoi minuti in campo aumentarono nel 1979 quando lanciò 1.535 yard e nove touchdown, dividendo il ruolo di titolare con Bob Avellini e Vince Evans.
Phipps lanciò un paio di touchdown in ognuna delle successive due stagioni, ma l'arrivo del quarterback Jim McMahon nel Draft 1982 e del nuovo allenatore Mike Ditka lo portarono a essere svincolato, concludendo la sua carriera.
Nel 2006 Phipps fu inserito nella College Football Hall of Fame.

## Palmarès
- College Football Hall of Fame

## Statistiche
| Yard passate  | 10.506 |
| Touchdown     | 55     |
| Intercetti    | 108    |
| Passer rating | 52,6   |